# Hilversum 3 Top 30
De Hilversum 3 Top 30 werd voor het eerst uitgezonden op vrijdag 23 mei 1969 door de VPRO op Hilversum 3 (van 12:00 uur tot 14:00 uur). Het programma werd gepresenteerd door Willem van Kooten, alias Joost den Draaijer, en geproduceerd door Will Hoebee. Han Reiziger, zijn chef bij de VPRO, vroeg hem een programma te maken voor de vrijdagmiddag. Van Kooten wilde weer een hitparade op de zender brengen. Van november 1963 tot en met september 1967 zond de VARA de Tijd voor Teenagers Top 10 en de Parool Top 20 uit. Maar na september 1967 ontbeerde het Hilversum 3 aan een eigen hitlijst. Vervolgens waren pogingen van VARA, KRO, NCRV en de VPRO om zulk een hitlijst op Hilversum 3 uit te zenden steeds gestrand. Van Kooten koos voor een Top 30 omdat er 30 platen pasten in de twee uur zendtijd die hem ter beschikking stonden. De eerste hitlijst bevatte 32 noteringen en de eerste nummer 1-hit was Israelites van Desmond Dekker & The Aces.
Op vrijdag 4 december 1970 nam de NOS het programma en de presentator over. Deze omroep ging de hitlijst ook samenstellen. Op 25 december 1970 werd op Hilversum 3 voor het eerst een Top 100-jaarlijst uitgezonden, toen nog gebaseerd op het behaalde aantal punten in dat kalenderjaar. Back home van Golden Earring had het hoogst aantal punten, namelijk 460.
Willem van Kooten kon in de lente van 1971 zijn werkzaamheden bij Radio Noordzee niet langer meer combineren met de presentatie van de Hilversum 3 Top 30. De hitlijst werd op vrijdag 2 april 1971 door de nieuwe presentator Felix Meurders omgedoopt tot de Daverende Dertig, hoewel de officiële naam Hilversum 3 Top 30 bleef heten. De Hilversum 3 Tip 10, gepresenteerd door Hugo van Gelderen, was al eerder dat jaar geïntroduceerd. De tipplaat Troetelschijf werd altijd op nummer 1 van de tiplijst gezet. Op donderdag 20 juni 1974 werd de laatste Daverende Dertig / Hilversum 3 Top 30 uitgezonden. Anderhalve week later (vanaf zaterdag 29 juni 1974) ging de NOS de Nationale Hitparade uitzenden. Deze publieke hitlijst is op zijn beurt weer de voorganger van de Mega Top 30.

## Publicatie
Dagblad Het Parool stopte in augustus 1969 met het publiceren van zijn eigen Parool Top 20, ofwel PS Popparade. Vanaf dat moment kon de lezer kennisnemen van de hoogste 20 noteringen van de Hilversum 3 Top 30.
Dagblad Het Vrije Volk drukte de Top 30 af vanaf december 1969, en het muziektijdschrift Pop-Telescoop vanaf november 1970.

## Boek
- Bart Arens, Edgar Kruize en Ed Adams: Mega Top 50 presenteert 50 jaar hitparade. Uitgeverij Unieboek/Het Spectrum bv, Houten/Antwerpen, 2013. ISBN 9789000331000.

## Cd-rom
- Mega Hitparade, 1946-2006. Softmachine, 2006. ISBN 9076725152.